# Sentinel (télescope spatial)

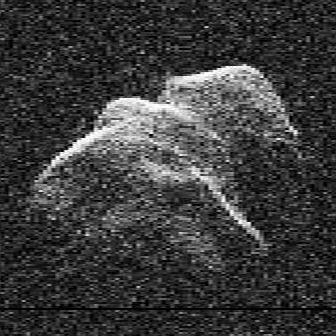
Image de l'astéroïde géocroiseur (4179) Toutatis reconstituée à partir de données radar du Goldstone Deep Space Communications Complex.

Ne doit pas être confondu avec Sentinelle (satellite).
Pour les articles homonymes, voir Sentinel.
Sentinel était un projet de télescope spatial américain chargé de recenser et caractériser les astéroïdes géocroiseurs conçu par des scientifiques et astronautes américains et proposé par la  Fondation B612.  Le projet a été annulé à la suite de la décision de la NASA d'arrêter son financement et de développer la mission NEO Surveyor qui reprend l'objectif de Sentinel. 

## Contexte
sur la base du cahier des charges formulé par La Fondation B612 créée pour la circonstance avait défini un cahier pour le développement d'un télescope spatial. Le coût du projet est évalué à  450 millions USD. Le développement du télescope devait être confié à la société Ball Aerospace ,. Le satellite a pour objectif de contribuer à la protection de la Terre contre la menace d'impacts cosmiques en identifiant et établissant la trajectoire des astéroïdes susceptibles de percuter la Terre dans un avenir proche. Il sera théoriquement capable de détecter environ 90 % des objets géocroiseurs ayant un diamètre de plus de 140 mètres. Son orbite serait situé entre la Terre et le Soleil afin, notamment, de lui permettre d'observer des corps qui sont difficiles, voire impossible à observer depuis la Terre. Il est conçu pour une durée de 5 ans et demi.

## Historique

Statistiques des géocroiseurs détectés (chaque barre correspond aux détections d'un semestre).

Le projet Sentinel a été lancé à la suite d'une réunion de travail portant sur les stratégies de déviation des astéroïdes organisée le 20 octobre 2001 par Piet Hut (en) et Ed Lu au Centre spatial Lyndon B. Johnson de Houston, Texas. Un an plus tard, le 7 octobre 2002, les participants de l'atelier Rusty Schweickart, Clark Chapman, Piet Hut, et Ed Lu créent la Fondation B612. La fondation prévoyait initialement  de lancer le télescope en décembre 2016. En avril 2013, la date de lancement de l'observatoire par une fusée Falcon 9 de SpaceX était repoussée en 2018, après une Revue de Définition Préliminaire (en) planifiée en 2014 et une critical design review en 2015.

## Caractéristiques
Sentinel mesure 7,7 m de long pour un diamètre de 3,2 mètres avec une masse de 1 500 kilogrammes. Il devrait orbiter autour du Soleil à une distance comprise entre 0,6 et 0,8 unité astronomique, c'est-à-dire à peu près au niveau de l'orbite de la planète Vénus. L'observatoire sera équipé d'un télescope ayant un miroir primaire de 51 cm de diamètre et effectuera ses observations dans l'infrarouge. La précision des observations de Sentinel devrait permettre d'obtenir des données pertinentes concernant des domaines tels l'exploitation minière des astéroïdes,.